# Nymphula procialis
Nymphula procialis là một loài bướm đêm trong họ Crambidae.